# Richmond Olympic Oval
De Richmond Olympic Oval was de schaatshal voor de Olympische Winterspelen van 2010 in Vancouver. De hal is in Richmond gebouwd, zo'n 25 minuten vanaf het Olympisch dorp. Architect van de hal is Bob Johnston, hij was eveneens betrokken bij het ontwerp van de schaatsbanen in Calgary en Salt Lake City. Sinds de Spelen wordt de schaatshal gebruikt als multifunctionele sporthal. 
Kijkend naar de baanrecords is de Richmond Olympic Oval in maart 2024 de nummer 20 op de lijst van snelste ijsbanen ter wereld.

## Locatie
Aan de bouw van de Oval werd op september 2005 begonnen. De opleverdatum was in augustus 2008 en op 13 december 2008 werd de hal officieel geopend. Enkele weken later werd het eerste grote toernooi gehouden: de Canadese afstandskampioenschappen. De hal is gebouwd aan de oever van de Fraser River. Het dak heeft vanuit de lucht gezien de vorm van een reigervleugel en overkapt ruim 33.000 m². Tijdens de Spelen bood de Olympic Oval plaats voor 8000 toeschouwers. De kosten van de bouw bedroegen 178 miljoen Canadese dollars.
Na de Winterspelen werd de Oval omgebouwd tot een multifunctioneel sportcomplex. In de hal bevinden zich nu onder meer twee ijshockeyvelden, een klimhal en een waterbak om te leren roeien.

## Grote kampioenschappen
Internationale kampioenschappen
- 2009 - WK afstanden
- 2010 - Olympische Winterspelen

Nationale kampioenschappen
- 2009 - CK afstanden

## Baanrecords
| Afstand              | Schaatser                                | Land | Tijd     | Datum      |
| -------------------- | ---------------------------------------- | ---- | -------- | ---------- |
| 500 m                | Lee Kang-seok                            | KOR  | 34,80    | 15-03-2009 |
| 1000 m               | Shani Davis                              | USA  | 1.08,94  | 17-02-2010 |
| 1500 m               | Mark Tuitert                             | NED  | 1.45,57  | 20-02-2010 |
| 3000 m               | Sven Kramer                              | NED  | 3.40,51  | 06-02-2010 |
| 5000 m               | Sven Kramer                              | NED  | 6.14,60  | 13-02-2010 |
| 10.000 m             | Sven Kramer                              | NED  | 12.55,32 | 14-03-2009 |
| Ploegenachtervolging | Jan Blokhuijsen Sven Kramer Mark Tuitert | NED  | 3.39,95  | 27-02-2010 |
| 2×500 m              | Lee Kang-seok                            | KOR  | 69,730   | 15-03-2009 |
| Minivierkamp         | Randy Plett                              | CAN  | 167,033  | 21-02-2009 |
| Kleine vierkamp      | Richard MacLennan                        | CAN  | 157,702  | 30-01-2009 |

| Afstand              | Schaatsster                                          | Land    | Tijd    | Datum                 |
| -------------------- | ---------------------------------------------------- | ------- | ------- | --------------------- |
| 500 m                | Jenny Wolf                                           | GER     | 37,72   | 15-03-2009            |
| 1000 m               | Christine Nesbitt                                    | CAN     | 1.16,28 | 14-03-2009            |
| 1500 m               | Christine Nesbitt Ireen Wüst                         | CAN NED | 1.56,89 | 18-10-2009 21-02-2010 |
| 3000 m               | Martina Sáblíková                                    | CZE     | 4.02,53 | 14-02-2010            |
| 5000 m               | Martina Sáblíková                                    | CZE     | 6.50,91 | 24-02-2010            |
| Ploegenachtervolging | Kristina Groves Christine Nesbitt Brittany Schussler | CAN     | 2.58,25 | 15-03-2009            |
| 2×500 m              | Jenny Wolf                                           | GER     | 75,750  | 15-03-2009            |
| Minivierkamp         | Sarah Gregg                                          | CAN     | 169,010 | 30-01-2009            |